# Владимир Ажажа
Владимир Георгиевич Ажажа (на руски: Владимир Георгиевич Ажажа ; * 7 ноември 1927 г. , Москва – 11 септември 2018 г. , Москва ) е руски уфолог. Кандидат на техническите науки (1966). Основател на уфологичната школа „Базис“. Ръководител на уфологичната секция на Международната академия по информатизация.

## Биография
През 1949 г. завършва Висшето военноморско училище във Фрунзе (Frunze Navy School), през 1952 г. завършва висши класове на командири на подводници, през 1960 г. завършва следдипломна квалификация в Техническия институт по рибна промишленост.
През 1966 г. защитава дисертация за научна степен кандидат на техническите науки по приложението на подводното хидроакустично търсене.
През 1986 г. завършва Института за повишаване на квалификацията към Московския авиационен институт „Орджоникидзе“ на тема „Проектиране и ефективност на авиационни комплекси“.
През 1976 г. започва да изучава уфология. От 1980 г. е ръководител на Московската уфологична комисия. От 1990 г. е ръководител на НЛО център, вицепрезидент на Всесъюзната уфологична асоциация. От 1991 г. е директор на Американо-руската асоциация за изследване на въздушните явления. От 1992 г. той е координатор на MUFON в европейската част на Русия, а по-късно и в цяла Русия. От 1994 г. е президент на Уфологичната асоциация на ОНД. От 1995 г. е почетен член на Сдружение „Български феномен“.
През 1999 г. е избран за академик на Руската академия на естествените науки (РАЕН, RAEN).